# Olympische Sommerspiele 1936/Wasserspringen – Kunstspringen Einzel (Männer)
Das Kunstspringen vom 3-m-Brett der Männer bei den Olympischen Spielen 1936 in Berlin wurde am 10. und 11. August 1936 im Olympia-Schwimmstadion ausgetragen. 24 Athleten nahmen daran teil. 
Die beiden Wettkampftage waren unterschiedlich gestaltet. 
Am ersten Wettkampftag mussten die Athleten fünf Pflichtsprünge absolvieren: 
- Salto vorwärts
- Kopfsprung rückwärts aus dem Stand
- Auerbachsprung mit Anlauf
- Salto vorwärts, rücklings aus dem Stand
- ein halber Bohrer vorwärts mit Anlauf

Am zweiten Tag standen bei der Kür fünf selbst ausgewählte Sprünge auf dem Programm.

## Ergebnisse
| Rang | Athlet                   | Nation             | Punkte  | Punkte | Punkte |
| Rang | Athlet                   | Nation             | Pflicht | Kür    | Gesamt |
| ---- | ------------------------ | ------------------ | ------- | ------ | ------ |
| 1    | Richard Degener          | Vereinigte Staaten | 126,17  | 37,40  | 163,57 |
| 2    | Marshall Wayne           | Vereinigte Staaten | 125,16  | 34,40  | 159,56 |
| 3    | Alan Greene              | Vereinigte Staaten | 115,57  | 30,72  | 146,29 |
| 4    | Tsuneo Shibahara         | Japan              | 111,53  | 33,39  | 144,92 |
| 5    | Erhard Weiß              | Deutsches Reich    | 107,57  | 33,67  | 141,24 |
| 6    | Leo Esser                | Deutsches Reich    | 105,37  | 32,62  | 137,99 |
| 7    | Winfried Mahraun         | Deutsches Reich    | 102,65  | 31,96  | 134,61 |
| 8    | Tomio Koyanagi           | Japan              | 104,03  | 29,04  | 133,07 |
| 9    | Franz Leikert            | Tschechoslowakei   | 101,85  | 30,13  | 131,98 |
| 10   | Branko Ziherl            | Jugoslawien        | 100,04  | 25,22  | 125,26 |
| 11   | Ismael Ramzi             | Ägypten            | 099,07  | 22,60  | 121,67 |
| 12   | Roger Heinkelé           | Frankreich         | 089,08  | 28,64  | 117,72 |
| 13   | Ilmari Niemeläinen       | Finnland           | 091,38  | 25,42  | 116,80 |
| 14   | Ron Masters              | Australien         | 088,66  | 27,06  | 115,72 |
| 15   | Josef Nesvadba           | Tschechoslowakei   | 086,04  | 25,40  | 111,44 |
| 15   | Hans Haasmann            | Niederlande        | 083,54  | 27,90  | 111,44 |
| 17   | Karl Steiner             | Österreich         | 085,94  | 23,60  | 109,54 |
| 18   | László Hidvégi           | Ungarn             | 083,62  | 23,87  | 107,49 |
| 19   | Ahmed Ibrahim Kamel      | Ägypten            | 084,00  | 21,02  | 105,02 |
| 20   | Frederick Hodges         | Großbritannien     | 077,64  | 25,34  | 102,98 |
| 21   | Frédéric Boeni           | Schweiz            | 077,04  | 18,80  | 095,84 |
| 22   | László Hódi              | Ungarn             | 071,60  | 13,82  | 085,42 |
| 23   | Max Happle               | Schweiz            | 069,94  | 10,30  | 080,24 |
| DNF  | Alfredo Alvárez Calderon | Peru               |         |        | 0      |